# Dammit Janet!
"Dammit Janet!" (em português, "Maldita Janet!") é o décimo quinto episódio da segunda temporada da série animada da FOX Uma Família da Pesada. Originalmente, foi exibido em 13 de junho de 2000. Mostra o caçula da família Griffin, Stewie, desenvolvendo sentimentos amorosos por Janet, uma menina da creche. Lois começa a trabalhar como comissária de bordo, mas rapidamente deseja sair do emprego; Peter convence a esposa a continuar, pois ele pode viajar para todos os lugares de graça. Stewie percebe que Janet somente brincou com ele porque deu biscoitos a ela. Peter, sem saber, viaja no mesmo avião em que Lois está trabalhando; enquanto eles discutem sobre as ações do homem, o aeromóvel desvia, indo em direção a Cuba. Ambos voltam para os Estados Unidos através de uma jangada de refugiados.
O episódio foi escrito por Mike Barker e Matt Weitzman e dirigido por Bert Ring. Recebeu avaliações positivas de Ahsan Haque da IGN por sua história e uso de Stewie. Conta com participações de Mo Collins, Camryn Manheim, Haley Joel Osment e Tara Strong. Marca a primeira aparição do personagem "Macaco Malvado".

## Enredo
Lois Griffin percebe que seu bebê inteligente Stewie não consegue se relacionar com as outras crianças no parque, então decide colocá-lo em uma creche para que ele fique em volta de outras crianças da mesma idade. Com o menino fora de casa, ela não tem nada para fazer e seu cão antropomórfico Brian sugere que arrume um emprego.
O marido de Lois, Peter, convence a esposa a trabalhar como comissária de bordo, após saber que os maridos das profissionais têm o direito de viajar de graça; Lois não sabe do fato, mas Peter passa a visitar diferentes lugares sem contar a ela. A mulher acaba odiando e emprego e deseja se demitir, no entanto, ele impede, dizendo que não deve deixar o trabalho tão cedo. O próximo voo de Peter tem a sua própria esposa como comissária de bordo. Ela fica furiosa e leva o marido até o banheiro do avião, brigando com ele por usá-la. Enquanto estão ocupados, o aeromóvel desvia e vai em direção a Cuba. Sem ter os documentos em mãos para retornar aos Estados Unidos, eles voltam para casa através de uma jangada de refugiados.
Na creche, Stewie conhece uma menina, chamada Janet. Por razões desconhecidas pelo bebê, ele não consegue parar de pensar nela e Brian afirma que está apaixonado. No primeiro dia, Stewie nega seus sentimentos para Janet, mas rapidamente toma consciência de seu interesse após dar a ela um biscoito que levava de lanche; e começa a brincar com a garotinha. Janet começa a comer biscoitos com outra criança da creche e, depois de testemunhar o acontecido, Stewie se sente traído e tenta fazer ciúmes na amada, mas sem sucesso. No fim, Janet fala para o menino que gosta dele e pergunta se pode comer o seu biscoito. Stewie fica com o coração quebrado ao descobrir que tudo que a menina queria era seus biscoitos.

## Produção

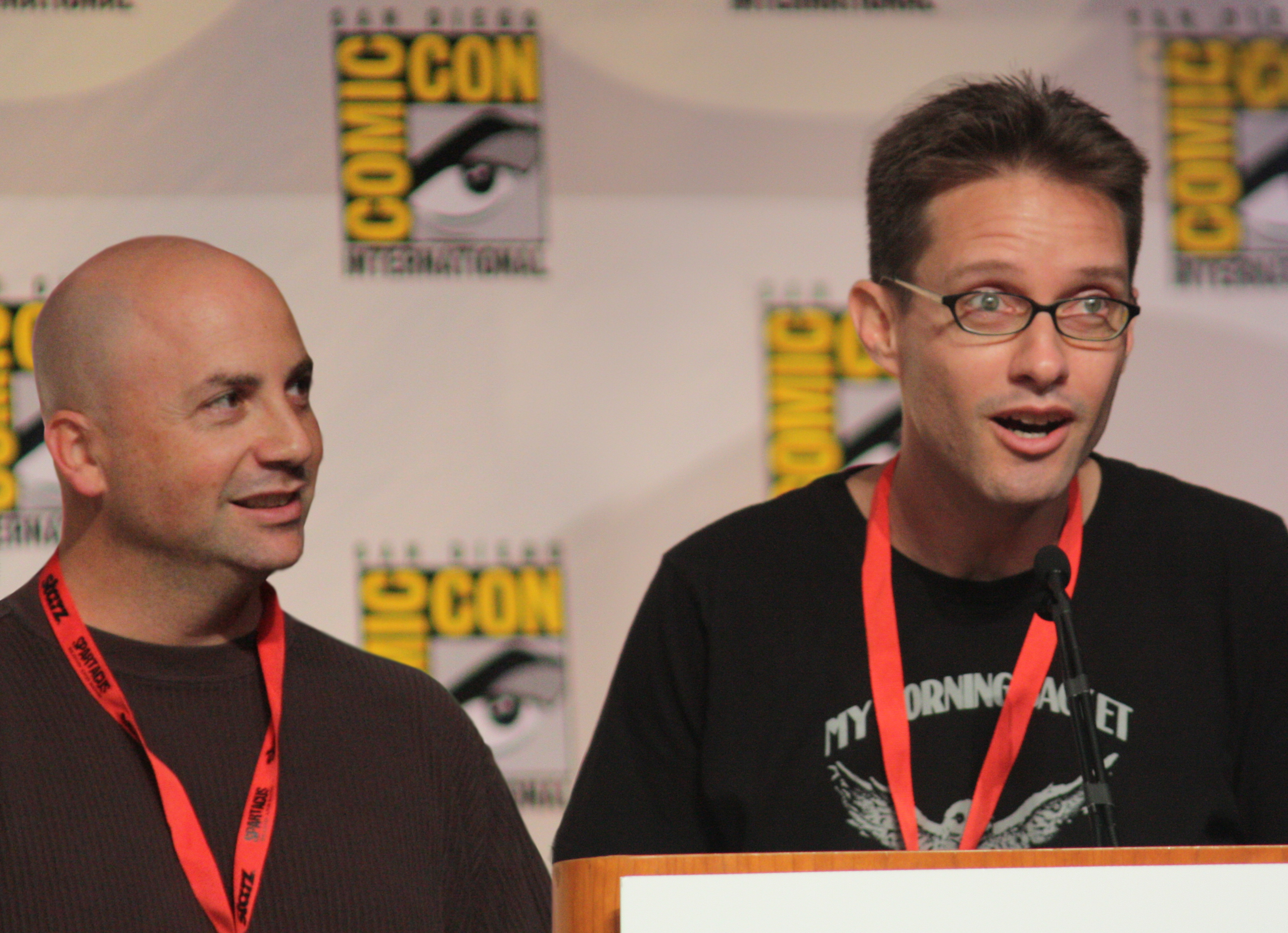
Mike Barker e Matt Weitzman escreveram o episódio.

O episódio foi escrito por Mike Barker e Matt Weitzman, que colaboram habitualmente na produção da série, e dirigido por Bert Ring, antes da conclusão da produção da segunda temporada. Peter Shin e Pete Michaels atuaram como diretores supervisores. Steve Callaghan, Alex Borstein e Bobby Bowman foram membros da equipe de redação enquanto Mike Henry e Mark Hentemann aturam como editores da história.
Mostra a primeira aparição do "Macaco Malvado", que vive dentro de um dos armários da casa dos Griffins. O macaco, que se torna um personagem recorrente, é dublado por Danny Smith e foi criado pelo escritor do episódio, Mike Barker.
Juntamente com o elenco habitual, o comediante Mo Collins, a atriz Camryn Manheim, o ator Haley Joel Osment e a dubladora Tara Strong participam como convidados. Entre os dubladores de personagens secundários, atuam Lori Alan e Wally Wingert.